# غينيغ
غينيغ هو تل أو مستوطنة أثرية تقع في أعالي بلاد ما بين النهرين (محافظة نينوى الحديثة، العراق) والذي استوطن عند الانتقال من العصر الحجري الحديث ما قبل الفخاري إلى العصر الحجري الحديث الفخاري.

## تاريخ البحث
اكتشف الموقع عام 1986 خلال مسح ميداني أثري أجراه توني ويلكنسون. ونقب فيه خلال موسم واحد بين عامي 1987-1988 تحت إشراف ستيوارت كامبل، وبمساحة تزيد قليلاً عن 80 مترًا مربعاً.

## الموقع وبيئته
يقع التل في محافظة نينوى (العراق). ويبلغ حجم الموقع حوالي 80 × 100 مترًا ويمتد تقريبًا 50 سم فوق السهل المحيط. وأظهرت التنقيبات أن عمقه لا يقل عن 2.2 متر.